# Liste der Monuments historiques in Frontenac (Gironde)
Die Liste der Monuments historiques in Frontenac (Gironde) führt die Monuments historiques in der französischen Gemeinde Frontenac auf.

## Liste der Bauwerke
| Bezeichnung                 | Beschreibung                  | Standort | Kennzeichnung | Schutzstatus | Datum | Bild           |
| --------------------------- | ----------------------------- | -------- | ------------- | ------------ | ----- | -------------- |
| Commanderie de Sallebruneau | Erbaut ab dem 12. Jahrhundert | (Lage)   | PA00083549    | Inscrit      | 1987  | weitere Bilder |
| Kirche Notre-Dame           | Erbaut im 16. Jahrhundert     | (Lage)   | PA00083550    | Inscrit      | 1925  | weitere Bilder |
| Kirche Ste-Présentine       | Erbaut im 12. Jahrhundert     | (Lage)   | PA00083551    | Inscrit      | 1987  | weitere Bilder |

## Liste der Objekte
| Bezeichnung | Beschreibung               | Standort                            | Kennzeichnung | Schutzstatus | Datum | Bild |
| ----------- | -------------------------- | ----------------------------------- | ------------- | ------------ | ----- | ---- |
| Taufbecken  | Stein, 12./13. Jahrhundert | in der Kirche Ste-Présentine (Lage) | PM33000513    | Classé       | 1908  |      |